# Médecin-biologiste
Le terme médecin biologiste s'applique au médecin spécialisé en biologie médicale ou médecine de laboratoire.
Dans les pays anglo-saxons, on l'appelle « clinical pathologist ».

## Formation

### En France
Les études de médecine en France permettent entre autres la formation d'un biologiste médical, au bout d'une formation durant dix ans au total. Ce sont des études hospitalo-universitaires, qui comportent six ans de tronc commun avec les études des autres spécialités médicales. Passé cette période, l'étudiant passe les épreuves classantes nationales, puis s'oriente vers le diplôme d'études spécialisées de biologie médicale. L'étudiant devient alors un interne et doit effectuer un cursus de quatre ans associant formation pratique (stage) et théorique (cours). Ces quatre ans sont regroupés en deux parties de deux ans, dites formation de niveau 1 et formation de niveau 2.
Le niveau 1 constitue une formation commune, basée sur les cinq spécialités suivantes de biologie médicale :
- la bactériologie et la virologie ;
- la biochimie ;
- l'hématologie ;
- l'immunologie ;
- la parasitologie et la mycologie.

Le niveau 2 comporte deux options possibles : biologie polyvalente ou biologie spécialisée. Cette dernière peut concerner :
- la bactériologie, la virologie et l'hygiène hospitalière ;
- la biochimie ;
- la biologie de la reproduction ;
- la génétique ;
- l'hématologie ;
- l'immunologie ;
- la parasitologie-mycologie et les risques environnementaux ;
- la pharmacologie-toxicologie ;
- la thérapie cellulaire et la thérapie génique.